# ガフールの伝説
『ガフールの伝説』（ガフールのでんせつ、原題: Legend of the Guardians: The Owls of Ga'Hoole）は、2010年のアメリカ・オーストラリア合作のファンタジー映画。
本作の前に『ルーニー・テューンズ“飛べ ファンコプター”』（3D制作、約3分）が同時上映された。

## 概要
アメリカの作家キャスリン・ラスキーによるフクロウ世界の冒険と戦いを描いたファンタジー小説『ガフールの勇者たち』を原作としている。
第3巻までの物語を基にしているが、原作にはいないキャラクターが登場する。また、メタルビークの種もメンフクロウからススイロメンフクロウに変更されている。
『キャッツ & ドッグス 地球最大の肉球大戦争』に続くワーナー・ブラザースとヴィレッジ・ロードショー・ピクチャーズによって全編3DCGの3D映画（RealD方式）として共同製作された。日本では丸の内ルーブルをはじめとする松竹東急系およびワーナー・マイカル・シネマズ（現・イオンシネマ）のデジタル3-Dシネマ導入館で公開された。

## ストーリー
フクロウたちが高度な文明を育む世界。彼らの王国には、親子代々語り継がれる伝説があった。弱きを助け悪を正す正義の代行者「ガフールの勇者たち」の物語である。彼らは今も広大な湖の島にある「ガフールの神木」で共同生活を営んでいるという。
ティト森林王国の森で両親と兄、妹と暮らすメンフクロウのソーレンも、伝説の勇者たちに憧れる少年のひとりだった。現実的な兄のクラッドは伝説をただの物語と断じ、夢見がちな弟をバカにしていた。
ある日、兄弟ゲンカの最中に巣から地面に落下してしまったソーレンとクラッドは、邪悪なフクロウの集団「純血団」の兵士に捕まり、聖エゴリウス孤児院に連れ去られる。純血団総統メタルビークの妻ナイラに反抗的な態度をとったことから兄と離れ離れにされてしまったソーレンは、小さなサボテンフクロウのジルフィーと出会い、彼女と共に孤児院を脱走しようと試みる。
純血団の狙いはメンフクロウ属（ティト）による世界征服だった。心ならずも純血団に使われているキンメフクロウのグリンブルは、ソーレンたちの脱走に手を貸して、「ガフールの勇者たち」に危機を報せる使命を託した。伝説の勇者たちは実在したのだ。ソーレンとジルフィーは、旅の途中で出会った仲間たちと共に「ガフールの神木」に辿り着き、純血団の存在を伝えて、その陰謀を阻止するのだった。

## キャスト
| 役名                                           | 俳優                     | 日本語吹替 |
| ---------------------------------------------- | ------------------------ | ---------- |
| ソーレン（メンフクロウ）                       | ジム・スタージェス       | 市原隼人   |
| ジルフィー（サボテンフクロウ）                 | エミリー・バークレー     | 川島海荷   |
| ディガー（アナホリフクロウ）                   | デビッド・ウェナム       | 宮田幸季   |
| トワイライト（カラフトフクロウ）               | アンソニー・ラパーリア   | 茶風林     |
| クラッド（メンフクロウ）                       | ライアン・クワンテン     | 浪川大輔   |
| エグランタイン（メンフクロウ）                 | アドリエンヌ・デファリア | 諸星すみれ |
| ノクタス（メンフクロウ）                       | ヒューゴ・ウィービング   | 大川透     |
| マレラ（メンフクロウ）                         | エッシー・デイヴィス     |            |
| ミセス・プリサイバー（ヘビ、通称「ミセスP」）  | ミリアム・マーゴリーズ   | 峰あつ子   |
| ボロン国王（シロフクロウ）                     | リチャード・ロクスバーグ | 大川透     |
| バーラン王妃（シロフクロウ）                   | デボラ＝リー・ファーネス | 小林優子   |
| エジルリブ（ヒゲコノハズク）                   | ジェフリー・ラッシュ     | 永井一郎   |
| オツリッサ（ニシアメリカフクロウ）             | アビー・コーニッシュ     | 佐古真弓   |
| ブボ（アメリカワシミミズク）                   | ビル・ハンター           |            |
| ストリクス・ストルーマ（ニシアメリカフクロウ） | サシャ・ホーラー         |            |
| メタルビーク（ススイロメンフクロウ）           | ジョエル・エドガートン   | 石塚運昇   |
| ナイラ（メンフクロウ）                         | ヘレン・ミレン           | 榊原良子   |
| グリンブル（キンメフクロウ）                   | ヒューゴ・ウィービング   | 斎藤志郎   |
| アロミア卿（カラフトフクロウ）                 | サム・ニール             | 金尾哲夫   |
| エキドナ（ハリモグラ）                         | バリー・オットー         | 緒方賢一   |

## 製作
ワーナー・ブラザースが2005年6月に映画化権を獲得し、ドナルド・デ・ラインとライオネル・ウィグラムのプロデュースによるCGアニメ化を企画した。脚本はジョン・オルロフに決まり、2008年4月にヴィレッジ・ロードショー・ピクチャーズとザック・スナイダーとサーク・ナルバンディアンによりプロジェクトが本格始動した。プロダクションは2009年2月にオーストラリアで開始された。VFX製作には、2006年の『ハッピー フィート』の成功で知られるアニマル・ロジックが参加した。2010年6月15日に予告編が公開された。

## ゲーム
アメリカでは、ワーナー・ブラザース・インタラクティブ・エンターテインメントにより、本作を原作としたコンピュータゲームがWii、Xbox 360、プレイステーション3、ニンテンドーDSで発売された。日本版の発売はされなかった。

## タイアップ（日本）
日本では、シャープの3D液晶テレビ「AQUOSクアトロン3D」の広告（CM・POP）に使用された。

## ソフト情報
日本では2011年2月2日にワーナー・ブラザース ホームエンターテイメントよりBD/DVDソフトが発売された。
- 【初回限定生産】ガフールの伝説 ブルーレイ&DVDセット（2枚組）
  - ディスク1：本編Blu-ray
    - 本編：2D版本編を収録
    - 映像特典
      - WBムービーツアー 〜ガフールの世界〜（本編と同時にメイキングなどの特典映像を鑑賞可能な解説付き本編）
      - もっと知りたい!世界のフクロウ
      - 伝説の勇者たちの物語
      - ミュージック・クリップ TO THE SKY BY  OWL CITY
      - ソーレンとエグランタインの着せかえゲーム
      - フクロウのごちそう絵あわせゲーム
      - アートギャラリー
      - ルーニー・テューンズ “飛べ ファンコプター”

  - ディスク2：本編DVD
    - 本編：2D版本編を収録
    - 映像特典
      - もっと知りたい!世界のフクロウ
      - ルーニー・テューンズ “飛べ ファンコプター”
- ガフールの伝説 3D&2Dブルーレイセット（2枚組）
  - ディスク1：本編Blu-ray 3D
    - 本編：3D版本編を収録
    - 映像特典
      - ルーニー・テューンズ “飛べ ファンコプター”

  - ディスク2：本編Blu-ray
    - 本編：2D版本編を収録
    - 映像特典：ブルーレイ&DVDセット・ディスク1と同様

  - 特製スリーブケース付き